# Dorcopsis muelleri
Il dorcopside bruno (Dorcopsis muelleri Lesson, 1827) è una specie di marsupiale della famiglia dei Macropodidi. È diffuso nei bassopiani dell'ovest della Provincia di Papua (Indonesia), in Nuova Guinea, e nelle isole vicine di Misool, Salawati e Yapen. Vive nelle foreste pluviali paludose.

## Tassonomia
Se ne riconoscono quattro sottospecie:
- D. m. muelleri
- D. m. lorentzii
- D. m. mysoliae
- D. m. yapeni